# TwinBee
TwinBee (ツインビー Tsuinbī?) es una serie de videojuegos compuesta fundamentalmente por matamarcianos de estilo "cartoon" con scroll vertical creada por Konami. La serie comenzó con un arcade denominado simplemente como TwinBee en 1985, seguido de varias versiones para el mercado doméstico y secuelas, algunas de las cuales solo fueron publicadas en Japón. El diseño de personajes de casi todos los juegos de la serie desde Detana!! TwinBee en 1991 fue llevado a cabo por el animador japonés Shuzilow HA (Jujiro Hamakawa), que también planificó y supervisó la mayoría de las entregas posteriores en la serie. La serie también inspiró un radio drama en Japón que duró tres temporadas, así como un anime.

## Visión general
La serie se centra en torno a una nave espacial azul antropomórfica con forma de abeja llamada TwinBee, que habitualmente está acompañada por una homóloga "femenina" de color rosa llamada WinBee. En la mayoría de los juegos, el jugador 1 controla a TwinBee, mientras que WinBee es controlada por el jugador 2. También existe una tercera nave llamada GwinBee, una compañera verde de TwinBee y WinBee que en la mayoría de los juegos funciona como power-up pero que en algunos también aparece como tercera nave seleccionable. En contraste con la temática de ciencia ficción de la serie Gradius de Konami, el universo ficticio de la serie TwinBee está ambientado en un mundo de estilo "cartoon" que presenta varios tipos de criaturas antropomórficas además de los personajes humanos. El jugador controla su nave en la mayoría de los juegos disparando o dando puñetazos a los enemigos aéreos mientras arroja bombas sobre los enemigos en tierra de forma similar al Xevious de Namco. Los power-ups principales en TwinBee son campanas amarillas que el jugador puede descubrir disparando a las nubes que flotan en los escenarios. El jugador puede disparar a las campanas para mantenerlas a flote y tras un cierto número impactos, la campana cambiará de color, y permitirá al jugador añadir mejoras a su nave espacial.
Pese a ser una de las series más destacadas de Konami en Japón durante la mayoría de los años 90, solo unos pocos títulos fueron localizados para el mercado occidental. En particular, el segundo título para consola, Moero! TwinBee; dos entregas para SNES, Pop'n TwinBee y Pop'n TwinBee: Rainbow Bell Adventures y el título de Game Boy TwinBee Da!! (que se publicó en Europa como Pop'n TwinBee y luego en recopilatorios). La segunda entrega para arcade, Detana!! TwinBee, también tuvo un limitado lanzamiento internacional bajo el nombre de Bells & Whistles. El arcade original fue incluido en la compilación para Nintendo DS llamada en Japón Konami Arcade Collection (conocida en Norteamérica como Konami Classics Series: Arcade Hits y en Europa como Konami Arcade Classics).
El 6 de junio de 2025, Konami Amusement organizó la TwinBee Lottery (ツインビーくじ Tsuinbī Kuji?, lit. "Lotería TwinBee"), una venta de lotería para conmemorar el 40.º aniversario de la serie. La venta de lotería ofrecía la oportunidad de ganar artículos de TwinBee con numerosas ilustraciones originales, así como tarjetas especiales de E-amusement como regalo.

## Lista de juegos
- TwinBee (ツインビー Tsuinbī?) (conocido como RainbowBell en Norteamérica), publicado el 5 de marzo de 1985. Un matamarcianos original con scroll vertical que se juega de forma similar al Xevious de Namco. Los jugadores usan a TwinBee o WinBee en una corta secuencia de seis niveles que se repite indefinidamente, con un jefe de fase al final de cada uno de ellos. Se hicieron versiones para Famicom y MSX en 1986. Se lanzó en Norteamérica como parte de un recopilatorio de arcades para Nintendo DS en marzo de 2007, siendo rebautizado como RainbowBell, aunque cuando posteriormente se publicó en Europa el nombre de TwinBee fue restituido.
  - TwinBee Edition Complete (ツインビー　コンプリート版 Tsuinbī konpurīto-ban?), Publicado el 25 de febrero de 2004. La Versión de Mobile Phone fue reeditado como deluxe también en Vodafone.
  - Famicom Mini: TwinBee, Publicado el 21 de mayo de 2004. La versión para Famicom se reeditó para Game Boy Advance solo en Japón bajo el sello de Nintendo Famicom Mini.
  - 2 People! Twinbee (2人で！ツインビー 2-Ri de! Tsuinbī?), Publicado el 22 de octubre de 2009.
  - 3D Classics TwinBee, Publicado el 10 de agosto de 2011.

- Moero! TwinBee: Cinnamon Hakushi wo Sukue! (もえろツインビー シナモン博士を救え!?  lit. "¡Arde, TwinBee! ¡Salva al Dr. Cinnamon!"), publicado el 21 de noviembre de 1986 y en 1987 en Norteamérica como Stinger, fue el primer título de la serie publicado fuera de Japón (en Norteamérica). Una fuerza enemiga secuestra al Dr. Cinnamon (creador de las naves protagonistas) y TwinBee, WinBee y GwinBee van en su rescate. La versión japonesa de 1986 para Famicom Disk System permitía hasta tres jugadores simultáneos. A diferencia de su predecesor, Stinger tiene niveles con scroll horizontal (como Gradius) además de los verticales. Dado que la extensión Famicom Disk System no fue lanzada fuera de Japón, la versión norteamericana fue publicada como cartucho. Sin embargo, perdió el modo de tres jugadores (permitiendo solo hasta dos), las escenas de la historia fueron eliminadas y la dificultad fue alterada. Moero! TwinBee' fue republicado en formato cartucho en 1993 con el añadido de un modo fácil.

- TwinBee 3: Poko Poko Daimaō (ツインビー3 ポコポコ大魔王?), publicado el 29 de septiembre de 1989. Este es último juego de la saga para Famicom y el tercero de la serie. Se abandonan los niveles con scroll horizontal, con lo que se ajusta más a lo visto en el primer título.

- TwinBee Da!! (ツインビーだ!!?  lit. "¡¡Es TwinBee!!"), publicado el 12 de octubre de 1990, en Japón, y en otoño de 1994 en Europa. Se trata de una secuela para Game Boy del TwinBee original, siendo publicado en Europa con el nombre de Pop'n TwinBee.

- Detana!! TwinBee (出たな!! ツインビー?  lit. "¡¡Aquí llega TwinBee!!") (también conocido como Bells & Whistles fuera de Japón), se publicó como arcade el 21 de febrero de 1991. Luego fue portado a PC Engine (versión que a su vez aparecería en la Consola Virtual de Wii y en la PlayStation Network), Sharp X68000, PlayStation y Sega Saturn (las dos últimas versiones reunidas en un disco con TwinBee Yahho!). No tiene relación con el original o los juegos de Famicom. Aunque no es muy diferente, en lo que respecta a jugabilidad, de versiones anteriores, Detana!! TwinBee mejora enormemente gráficos y audio. También presenta al actual elenco de personajes, como los pilotos de TwinBee y WinBee (Light y Pastel, respectivamente) y otros más que permanecerían en posteriores juegos. Fue el juego más popular de la serie en Japón y allanó el camino para la aparición de merchandising (incluidos audio dramas y un OVA). Esta entrega también se introdujo la aparición de escenas entre fase y fase.

- Pop'n TwinBee (Pop'nツインビー?  lit. "Pop y TwinBee"), publicado en Japón el 26 de marzo de 1993 y en Europa a finales de 1993. Este juego para SNES es una de las secuelas de Detana!! TwinBee, aunque presenta diferencias en su modo de juego. Por ejemplo, Pop'n TwinBee usa una barra de energía que al agotarse supone el fin del juego. El jugador empieza sin vidas, aunque es posible conseguirlas más tarde. Cuando participan dos jugadores es posible compartir energía.

- TwinBee: Rainbow Bell Adventure (ツインビー レインボーベルアドベンチャー Tsuinbī Reinbō Beru Adobenchā?, lit. "TwinBee: La aventura de la campana del arco iris") (Pop'n TwinBee: Rainbow Bell Adventures en Europa), publicado el 7 de enero de 1994 en Japón y en ese mismo año en Europa. Este juego para SNES significó la primera desviación real del género matamarcianos en la saga, ya que Rainbow Bell Adventures es un plataformas de scroll lateral. En su edición europea el orden de los niveles, algunos diálogos y el sistema para guardar el progreso en la partida (la versión europea usa passwords mientras que la japonesa usa pila) son diferentes.

- TwinBee Taisen Puzzle-Dama (ツインビー対戦ぱずるだま?  lit. "La guerra puzzle de TwinBee"), publicado el 9 de diciembre de 1994 en Japón. Es un videojuego de tipo puzle para PlayStation de mecánica sencilla que se inscribe en la serie de puzles Taisen Puzzle-Dama y que en esta entrega toma como temática el mundo de TwinBee, TwinBee Puzzle Adventures será planeada para la versión de sega saturn pero fue cancelada.

- TwinBee Yahho!, publicado el 19 de abril de 1995 y cuyo título completo es TwinBee Yahho! Fushigi no Kuni de Daiabare!! (ツインビーヤッホー! ふしぎの国で大あばれ!!?  lit. "¡TwinBee Yahoo! ¡¡Alboroto en el país de las maravillas!!"). Otra secuela de Detana!!, originalmente publicada en arcades y posteriormente convertida para PlayStation y Saturn (en un pack junto a Detana! TwinBee). La banda sonora incluía un tema vocal, junto a diversos fragmentos vocales, con TwinBee saludando al dueño del arcade cada vez que este arranca o varias piezas de diálogo de la mayoría de los personajes, interpretados por los actores de voz de TwinBee Paradise.

- Detana!! TwinBee Yahho! Deluxe Pack, publicado el 25 de septiembre de 1995.

- TwinBee PARADISE in Donburi Shima (ツインビーPARADISE in どんぶり島 Tsuinbī Paradaisu in Donburishima?, lit. "TwinBee PARADISE en Isla Cuenco"), publicado el 26 de febrero de 1998 en Japón. Más que un videojuego, se trata de un CD-ROM con accesorios inspirados en la serie (como salvapantallas) para Windows 95.

- TwinBee RPG (ツインビーRPG?), publicado el 2 de abril de 1998. Es un sencillo RPG con gráficos 3D ambientado en el universo de la serie que se publicó para PlayStation solo en Japón.

- Pastel Jan (パステルじゃん Pasuterujan?), publicado en junio de 2002. Un título para móviles basado en el juego del piedra, papel o tijera.[3]

- Konami Suzume 〜 TwinBee Taisen-ban 〜 (コナミ雀〜ツインビー対戦版〜?), publicado el 6 de mayo de 2003. Un título para móviles que es parte de Konami Taisen Colosseum (コナミ対戦コロシアム?)[4]

- TwinBee Dungeon (ツインビーダンジョン Tsuinbī Danjon?, lit. "La mazmorra de TwinBee"), publicado el 14 de mayo de 2004. Un RPG de mazmorras de tipo roguelike para teléfonos móviles que es parte de la serie de videojuegos Mystery Dungeon.

- TwinBee Portable (ツインビー ポータブル Tsuinbī Pōtaburu?, lit. "TwinBee portátil"), publicado el 25 de enero de 2007 (Japón) para PSP. Es un recopilatorio que compuesto por TwinBee, Detana!! TwinBee, Pop'n TwinBee, TwinBee Yahho!, y un remake del juego de Game Boy TwinBee Da!.

- TwinBee JG (ツインビーJG?), publicado en septiembre de 2007 (Japón). Una máquina tragaperras (conocidas en Japón como "pachislot", "pachisuro" o "pachislo") publicada por KPE (la división de Konami dedicada a tragaperras y pachinkos). Se ambientaba en el universo TwinBee.

- TwinBee no Bell Migaki (ツインビーのベル磨き Tsuinbī no Beru Migaki?, lit. "Pulido de Campana TwinBee"), publicado el 2008 (Japón) para teléfonos móviles. Un juego en el que pules la campana, un elemento potenciador de la serie del mismo nombre.

- Line GoGo! TwinBee (ライン ゴーゴー! ツインビー?), publicado el 20 de mayo de 2013 (Japón), es un clásico de matamarcianos de la saga del mismo nombre para iOS y Android desarrollado por NAVER JAPAN y distribuido por LINE GAME (LINE Corporation).

- Durante el Konami Action & Shooting Contest organizado por Shueisha Game Creator's Camp y Tokyo Game Show 2022, Ken Niimura ganó los derechos de Konami para desarrollar el juego a través de la competencia, un juego titulado TwinBee Loop! Hikari to Yami no Wakusei no Nazo!! (ツインビーLOOP! 光と闇の惑星の謎!! TsuinBī LOOP!?  lit. "¡TwinBee Loop! ¡¡El misterio del planeta de la luz y la oscuridad!!") está en desarrollo.[5]

### Juegos cancelados
- TwinBee 2, 1995. La secuela del arcade del mismo nombre fue planeada pero fue cancelada.
- TwinBee Miracle (PlayStation), 1996.[6]

## Otros elementos relacionados

### Radio drama
Tras la publicación de Pop'n TwinBee para Super Famicom se produjo una versión de serie en formato radio drama con el título TwinBee Paradise (ツインビーPARADISE Tsuinbī Paradaisu?), que comenzó su emisión en la cadena de radio NCB el 10 de octubre de 1993. La serie duró tres temporadas, con la tercera y última finalizando el 30 de marzo de 1997, y comprendiendo un total de 96 episodios, que luego se publicarían en colecciones de CD dramas.
TwinBee Paradise incorpora el mismo conjunto de personajes anteriormente presentados en Detana!! TwinBee y Pop'n TwinBee. También desarrolló más el universo de ficción de TwinBee y muchos de los elementos de la historia presentados en los radio dramas fueron canonizados en posteriores videojuegos como TwinBee Yahho! y TwinBee RPG. Tal es el caso de los nombres de los pilotos de TwinBee y WinBee, Light y Pastel que originalmente en los juegos eran personajes sin nombre.

### Anime
Se produjeron dos películas cortas de anime y una miniserie de OVAs basadas en TwinBee. La primera fue TwinBee WinBee Hachibun-no-ichi Panic (ツインビー ウィンビーの1/8パニック?  lit. "1/8 de pánico de TwinBee y WinBee"), una película corta publicada en 1994 como producto promocional con motivo del lanzamiento de TwinBee: Rainbow Bell Adventure. El segundo corto de anime, Tulip Kaigan Monogatari (チューリップ海岸物語?  lit. "La historia de la Costa Tulipán"), se publicó en 1998 junto al primero como producto promocional de la miniserie de OVAs.
La miniserie de OVAs se titula TwinBee Paradise y se basa en el radio drama homónimo. Consta de tres episodios que se publicaron individualmente en VHS y Laserdisc en 1999.

### Manga
- En el manga Famicom Rocky, los dos primeros juegos basados en el dicho capítulo como TwinBee en el capítulo 16 y Moero! TwinBee: Cinnamon Hakushi wo Sukue! en el capítulo 29.

- En el final del capítulo 12 del manga Famicom Fuunji, aparece algunos cameos con los personajes, incluyendo a TwinBee a este último.

- Famicom Ryu y Nekketsu! Famicom Shounendan fueron lanzados en 1986 por Comic CoroCoro, como estos los videojuegos basados en el cada capítulos del manga, incluyendo a TwinBee de Famicom.

- En el manga Warera Hobby's Famicom Seminar, TwinBee y TwinBee 3: Poko Poko Daimaō fueron adaptados en cada capítulo, como este personaje TwinBee o enemigos hacen un cameo en el capítulo 2, y Demon King Poko Poko aparece en el capítulo 46.

- En el manga Rock 'n Game Boy, TwinBee Da!! fue adaptado en el capítulo 13 en el tomo 3.

- Moero! TwinBee: Cinnamon Hakushi wo Sukue!, segundo juego de la serie fue adaptada en el capítulo 16 del manga titulado Famitsu Comix: The Shape of Happiness (しあわせのかたち Shiawase no katachi?, La Forma de la Felicidad) por Tamakichi Sakura

- En cuatro suplementos Comic Gamest de 1993 (volúmenes 85, 89, 93 y 97) se recogieron mangas de Detana!! TwinBee con dibujo y guion a cargo de Mine Yoshizaki.[7] Entre 1994 y 1996 se publicó un manga oficial, también de Yoshizaki, en tres tomos dentro de la colección Gamest Comics (números 011, 039 y 076).[8]

#### Otros mangas como parodias
- En 2004, las dos manga fueron lanzadas llamada Paradisiac Days y DECADE -TwinBee PARADISE TRIBUTE-.

- En 2005, el otro fue lanzado llamado Tempora mutantur,et nos mutamur in illis (時は移ろい、人々もまた変わり行く Toki wa utsuroi, hitobito mo mata kawari iku?)

- En 2006, dos mangas fueron lanzados como The first day of summer y DON'T SQUEEZE!

- En 2007, un manga fue lanzado como My Dear Sweet Tutti Frutti.[9]

- En 2012 se publicó Toriaezu supīdoappu demo shite oku no Kokoro! (とりあえずスピードアップでもしておくのココロ！Toriaezu supīdoappu demo shite oku no Kokoro!''?), en la primera página, twinbee y winbee.

## Lista de personajes
- Annamon : Piloto de Twinbee.
- Donnamon : Piloto de Winbee en el título original.
- Skatch : Piloto de Twinbee en Stinger y TwinBee 3.
- Hoip : Piloto de Winbee en Stinger y TwinBee 3.
- King Spice : Villano original del primer juego: TwinBee.

Después de Detana!! TwinBee:
- Light & Twinbee (ライト＆ツインビー Raito to Tsuinbī?): El protagonista y su robot con forma de abeja azul. Es el más mayor de los nietos del Dr. Cinnamon.
- Pastel & Winbee (パステル＆ウインビー Pasuteru to Uinbī?): La prima de Light y su robot con forma de abeja rosa. Es una nieta más joven del Dr. Cinnamon.
- Mint-Herb & GwinBee (ミントアーブ＆グインビー Minto Ābu to Guinbī?): El hermano pequeño de Pastel y su robot con forma de abeja verde. Es el nieto más joven del Dr. Cinnamon.
- Princesa Melora (メローラ姫 Merōra-hime?): La gobernante del planeta Meru.
- Dr. Cinnamon (シナモン博士 Shinamon-hakase?): El creador de los TwinBees y abuelo de Light, Pastel y Mint.
- Dr. Warumon (ワルモン博士 Warumon-hakase?): El creador de los EvilBees y principal rival del Dr. Cinnamon. Pasa su tiempo construyendo ejércitos de clones evil bee e intentando conquistar el mundo. También se mete en política exterior, provocando golpes de estado, etc. Es uno de los grandes villanos de la serie aunque sus planes siempre son frustrados por TwinBee, incluyendo sus aeronaves, que acaban estrellándose invariablemente.
- Evilbee (ザコビー Zakobī?)
- Madoka (マドカ Madoka?): La nieta del Dr. Mardock y amiga de Light, Pastel y Mint. Madoka fue rescatada por TwinBee de su enloquecido abuelo y ahora se entretiene cocinando y en otras tareas domésticas. También es una mecánica en ciernes, aunque sus esfuerzos no siempre resultan según lo planeado.
- Seeds (シーズ Shīzu?): Androide creado por el Dr. Warumon.
- Salyute (サリュート Saryūto?): Androide creado por el Dr. Warumon. Equivalente a la hermana de Seeds.
- Ms. Apple
- Molte
- Vielen
- Nurse Peach
- Dr. Mardock
- Baronbee
- Queen Melody
- Ace (エース Ēsu?) : Piloto de la nave Shooting Star.
- Archduke Nonsense (ナンセンス大公 Nansensu-taikō?) : Villano en TwinBee Yahho!
- Greed: Villano en TwinBee RPG

## Apariciones en otros juegos
- Battle Tryst: Pastel es un personaje jugable que se puede desbloquear en este videojuego de lucha.
- Los Goonies (NES, 21 de febrero de 1986, solo Japón):TwinBee aparece como personaje secreto en la fase 3.
- Gradius (MSX, 1986):Si se inserta un cartucho de TwinBee en la segunda ranura de cartuchos (en caso de haberla), se podrá jugar con la nave TwinBee y las cápsulas de power-up adquirirán la forma de campanas.
- Konami Wai Wai World (NES, 14 de enero de 1988, solo Japón):TwinBee es una de las dos naves seleccionables (siendo Vic Viper la otra) en las fases de matamarcianos.
- Wai Wai World 2 (NES, 5 de enero de 1991, solo Japón):TwinBee es un personaje seleccionable en ciertos niveles. Sin embargo, los niveles en los que es jugable no son solo de Matamarcianos vertical, sino también de Matamarcianos sobre raíles al estilo Space Harrier.
- Serie Parodius:En la mayoría de la serie, TwinBee y WinBee hacían aparición como personajes seleccionables, mientras que Shooting Star (la nave roja enemiga en TwinBee Yahho!) es jugable en Sexy Parodius. También, aunque Parodius es más bien una parodia de Gradius, incorpora el sistema de power-ups de campana además del de la barra de Gradius. Ambos sistemas funcionan en paralelo y proporcionan diferentes power-ups. Además, los power-ups de las campanas son temporales, mientras que los del sistema de barra no.
- Hexion (arcade, 1992):En este juego de estilo Tetris aparece el personaje de TwinBee y se usan voces de Detana!! TwinBee.
- Wai Wai Bingo (1993 - Medal Game): Un juego de bingo donde aparecen los personajes de Konami, incluyendo a Light y Pastel.
- Tokimeki Memorial (PC Engine Super CD-ROM2, 27 de mayo de 1994; teléfonos móviles, 2004, solo Japón):Entre sus minijuegos incluye uno basado en el TwinBee original.
- Tokimeki Memorial: Forever with you (PlayStation, 13 de octubre de 1995; Saturn, 19 de julio de 1996; Windows, 4 de diciembre de 1997; las 3 versiones solo publicadas en Japón; incluyendo a PlayStation Portable, 9 de marzo de 2006; y el remaster a Nintendo Switch como Tokimeki Memorial: Forever with you Emotional, 8 de mayo de 2025): Entre sus minijuegos, incluye un TwinBee en modo "Time Attack" basado en Detana!! TwinBee.
- Ganbare Goemon 2: Kiteretsu Shōgun Magginesu (SNES, 22 de diciembre de 1993, solo Japón):Pastel hace aparición como personaje no jugable en una casa del pueblo que se visita por la noche.
- Violent Storm (arcade, 1993):Twinbee hace aparición en forma de muñeco, como ítem de puntos de bonificación.
- Ganbare Goemon 3: Shishijūrokubē no Karakuri Manji Gatame (SNES, 16 de diciembre de 1994; teléfonos móviles, 2005; Consola Virtual de Wii, 2009):Aparece Pastel.
- Snatcher (PlayStation, 16 de febrero de 1996; Saturn, 29 de marzo de 1996; ambas versiones publicadas solo en Japón):Light y Pastel aparecen como clientes en el club nocturno Outer Heaven junto con otros personajes de Konami.
- Speed King NEO KOBE 2045 (PlayStation, 13 de diciembre de 1996, solo Japón):TwinBee, entre otros como Vic Viper, aparece como nave secreta seleccionable en este juego de carreras de naves al estilo Wipeout.
- Battle Tryst (arcade, 1997):En este juego de lucha con gráficos 3D que funcionaba sobre la placa M2 aparecen varios personajes del universo TwinBee incluyendo Pastel o la princesa Melody.
- Wai Wai Poker (1997 - Medal Game): Un juego de póquer donde TwinBee aparece como una carta, que incluye a Kid Dracula, Goemon, Ebisumaru, Pentarou y Takosuke.
- Mitsumete Knight R (PlayStation, 26 de noviembre de 1998, solo Japón):En este RPG hacía aparición personajes de muchas franquicias populares de Konami, entre ellos TwinBee y Madoka.
- AirForce Delta (Dreamcast, 1999):TwinBee aparece como aeronave secreta.
- Tokimeki Memorial 2 (PlayStation, 25 de diciembre de 1999, sóo Japón):Uno de los personajes hace cosplay de la princesa Melora.
- Beatmania III (arcade, marzo de 2000, solo Japón):Este juego musicalincluye una pista titulada "TwinBee ~Generation X~" que es un remix estilo eurobeat de la música del primer TwinBee. Posteriormente este tema sería portado a otros juegos de la serie bemani como Beatmania IIDX (4th style), Dance Dance Revolution EXTREME, varios Pop'n Music o Toy's March 2.
- Konami Characore World (teléfonos móviles, 1 de mayo de 2000):
- Konami Krazy Racers (Game Boy Advance, 2001):Pastel es un personaje seleccionable desde el principio en este videojuego de carreras de karts con personajes de Konami. Es el segundo juego publicado en EE. UU. con un personaje de TwinBee. Además diferentes campanas de colores contienen diversos power-ups en el juego.
- AirForce Delta Storm (Xbox, 2001-2002):Hay varias naves cuyos diseños están basados en naves de matamarcianos clásicos de Konami. Entre ellas está la XQ/U-2 Bee Fatty, que se inspira en TwinBee.
- DreamMix TV World Fighters (PS2 y GameCube, 18 de diciembre de 2003, solo en Japón):TwinBee es un personaje seleccionable en este videojuego de lucha.
- AirForce Delta Strike (PlayStation 2, 2004):TwinBee aparece como aeronave secreta, junto con otras de shooters clásicos de Konami.
- Dance Dance Revolution Extreme 2 (PS2, 27 de septiembre de 2005, solo Norteamérica):Una de las pistas que incluye es TwinBee (Generation X).
- Serie Castlevania:TwinBee hace aparición como ítem secreto en Castlevania: Portrait of Ruin, Castlevania: Order of Ecclesia y Castlevania: Harmony of Despair.
- Busou Shinki Battle Rondo (PC, 23 de abril de 2007, solo en Japón):Este videojuego multijugador masivo en línea gratuito vinculado a la línea de figuras de acción Busou Shinki creada por Konami permite equipar armamento inspirado en TwinBee y WinBee.
- Serie Otomedius:En esta serie, donde los personajes seleccionables son mayoritariamente la personificación de naves espaciales de diferentes shooters clásicos de Konami, hay una niña llamada Madoka representando a la franquicia TwinBee.
- Hayate no Gotoku! Boku ga Romeo de Romeo ga Boku de (NDS, 2007, solo en Japón):Todos los minijuegos que aparecen en el Game Corner son una referencia a éxitos arcade de Konami, principalmente Gradius and TwinBee.
- Quiz Magic Academy 5 (arcade, 20 de febrero de 2008, solo Japón):En este videojuego de preguntas si se aciertan varias respuestas consecutivamente en el modo "conferencia nacional" aparecerá TwinBee y una campana volando.
- Pop'n Music 16: PARTY! (arcade, 24 de marzo de 2008, solo en Japón):Existe el ataque Ojama Twinbee. Al hacerlo, entre otras cosas el fondo cambia a una secuencia del videojuego TwinBee.
- Pop'n Music 17: THE MOVIE (arcade, 4 de marzo de 2009, solo en Japón): TwinBee aparece como personaje seleccionable y puede usarse para la pista "Eurobeat / Twin Bee ~Generation X~". El fondo se transforma en una secuencia de juego de TwinBee.
- THE★BishiBashi (arcade, 29 de julio de 2009, solo en Japón):En este "party game" usando una tarjeta e-AMUSEMENT Pass, Pastel y Light pueden usarse como personajes seleccionables.
- Serie Gokuraku Parodius (pachislot, 2010, solo Japón):En esta serie de máquinas tragaperras inspiradas en el universo Parodius, TwinBee hace aparición ocasionalmente.
- Elebits: The Adventures of Kai and Zero (2008 - Nintendo DS): TwinBee aparece como una de las criaturas del juego.
- WarioWare D.I.Y. (2009 - DS, WiiWare): Una Colección de Microjuegos donde aparece TwinBee.
- Nou Kaihatsu Kenkyujo Kuru Kuru Lab (2009 - Arcade): Juego de destreza mental en donde hay un minijuego protagonizado por TwinBee.
- New Love Plus (2012 - Nintendo 3DS): Simulador de citas que incluye un minijuego llamado "TwinBee +", este es una remake reducida del juego TwinBee para NES. Al igual que el original permite modo cooperativo con TwinBee y WinBee como personajes.
- Kingdom Dragonian (2015 - iOS, Android):
- Tokimeki Idol (2018 - iOS, Android):
- Pixel Puzzle Collection (2018 - iOS, Android):
- Professional Baseball Spirits A (2019 - iOS, Android):
- Bombergirl (2019 - Arcade): Pastel de TwinBee aparece como jugable.
- Contra: Returns (2021 - iOS, Android): TwinBee y WinBee aparecen como mascotas doradas.
- Jikkyou Pawafuru Puroyakyu (2024 - iOS, Android): Pastel aparece como Konami Dorimu Korabo.
- Monster Retsuden ORECA BATTLE 2 (2025 - Arcade): TwinBee y Winbee aparece como monstruos incluidos, donde su forma evolucionada como Prototype Twin-Bee se asemeja a este personaje.